# Parafia św. Stanisława w Roztoce
Parafia św. Stanisława, Biskupa i Męczennika w Roztoce znajduje się w dekanacie bolkowskim w diecezji świdnickiej. Była erygowana w 1305 r. Jej proboszczem jest ks. Sylwester Kawa.